# Máxima (revista)
Máxima é uma publicação mensal brasileira da Editora Perfil (inicialmente pela Editora Abril). A revista é voltada à mulher da nova classe média brasileira e tem o intuito de aumentar sua autoestima e fazer com que atinjam seu potencial máximo na vida moderna. Em novembro de 2013, a revista tinha uma tiragem mensal de 185.272 exemplares (50.608 dos quais assinantes) ao valor para o leitor de 4,90 reais cada. Em 2014 contava com as seções Moda, Beleza, Cabelos, Saúde, Bem-estar, Dieta, Culinária, Casa, Trabalho, Família, Bebê, Amor e sexo e Novelas e famosos.
Numa pesquisa de 2013, 69% das leitoras de Máxima tinham entre 20 e 49 anos de idade, 52% eram constituídos de mulheres casadas, 51% tinham renda familiar entre 1.401 e 5.250 reais e 69% trabalhavam fora de sua residência. A partir de 2018 a revista mudou sua circulação de mensal para bimestral.

## História
A publicação foi inicialmente criada em 1989 e já era voltada ao público feminino, oferecendo informações sobre moda, beleza, atualidades, comportamento, horóscopo, entre outras. Dessa época, um dos exemplares mais célebres foi a Máxima nº 3, de 1989, em cuja capa figurava a top model Adriana de Oliveira. No início dos anos 90, a redação da revista foi encerrada e a editora reaproveita seus jornalistas em outros projetos.
Após um hiato de quase vinte anos, a Editora Abril decidiu relançá-la em junho de 2010, convidando para estrelar a primeira capa a atriz Flavia Alessandra. Nos meses seguintes figuraram em suas capas outras celebridades, como Ana Hickmann, Paola Oliveira, Leandra Leal, Patrícia Poeta, Guilhermina Guinle e Luiza Brunet.
Em julho de 2014 a Editora Abril comunicou a transferência da Máxima e de mais nove de seus títulos de revistas para a Editora Caras. Tais transferências se referiam às revista “Aventuras na História”, “Bons Fluidos”, “Manequim”, “Minha Casa”, “Minha Novela”, “Recreio”, “Sou+Eu”, “Vida Simples” e “Viva Mais”. De acordo com o comunicado, a Editora Caras passará a ser responsável pela produção de conteúdo, circulação e venda de publicidade da Máxima e dessas revistas. Contudo, os serviços de assinaturas, distribuição e gráfica continuarão a ser prestados pelo Grupo Abril, visto que as duas editoras são parceiras.